# Магістр європейського права
Магі́стр Європе́йського Пра́ва — вищий академічний ступень, у скороченні: LL.M. Eur; один із спеціалізованих ступенів LL.M., який отримують після успішного закінчення навчальної програми з права ЄС і здачі магістерської роботи у цій сфері.

## Відмінності між навчальними програмамиLL.M.таLL.M. Eur
Основна відмінність між звичайною програмою LL.M. та програмою LL.M. з Європейського Права полягає в досить вузькій спеціалізації останньої. За звичай, така програма починається з загальних лекцій з права ЄС та історії європейської інтеграції, вслід за якими викладаються спеціалізовані курси, наприклад, право основних свобод, конкурентне право ЄС, право Економічного і Валютного Союзу, Європейське тендерне право. 
Ще одна відмінність між LL.M. та LL.M. Eur полягає в тому, що, за своєю природою, програми LL.M. з Європейського Права є інтернаціональними. Через те, що вони мають справу з правом не лише однієї чи двох юрисдикцій (дві у випадку програм з порівняльного права), окрім цього, вони збирають учасників з багатьох країн. Таким чином, учасники програми отримують додатковий досвід роботи в інтернаціональному середовищі. Саме тому інституції ЄС і деякі міжнародні фірми надають перевагу випускникам з цим видом диплома.

## Мета
Навчальні програми LL.M. Eur створені для осіб, які бажають пов’язати свою професійну кар’єру зі сферою європейського права чи європейських справ загалом (враховуючи можливості кар’єри в Європейській Комісії, інших інституціях ЄС та суміжних організаціях).

## Приклади
Одну з найстарших навчальних програм такого виду організовує Європейський інститут університету Саарбрюкен, Німеччина. Вона існує понад 50 років і підтримується, серед іншого, Європейською Комісією. Предмети викладають двома мовами: англійською та/чи німецькою.
Навчальні програми LL.M. Eur пропонують також Лондонська школа економіки (LSE) та Кінгс-коледж (Королівський Коледж).